# Enhörningen Thelma
Enhörningen Thelma (engelska: Thelma the Unicorn) är en amerikansk animerad komedifilm från 2024. Filmen är regisserad av Jared Hess och Lynn Wang. Filmen hade premiär på strömningstjänsten Netflix den 17 maj 2024.

## Handling
Filmen kretsar kring ponnyn Thelmas önskan om att bli en enhörning.

## Rollista (i urval)
| Roll            | Originalröster    | Svenska röster        |
| --------------- | ----------------- | --------------------- |
| Thelma          | Brittany Howard   | Mary Ndiaye           |
| Otis            | Will Forte        | Christopher Carlqvist |
| Vic Diamant     | Jemaine Clement   | Adam Fietz            |
| Megan           | Edi Patterson     | Christine Meltzer     |
| Danny Hingsting | Fred Armisen      | Patrik Hont           |
| Crusty Trucker  | Zach Galifianakis | ?                     |
| Reggie          | Jon Heder         | David Alvefjord       |
| Peggy Purvis    | Maliaka Mitchell  | Jessica Folcker       |
| Nikki Narval    | Ally Dixon        | Frida Öhrn            |